# Konstantin Danil
Konstantin Danil (în sârbă Константин Данил, în română Constantin Daniel sau Constantin Dănilă; n. 1793, Lugoj, Severin⁠(d), Monarhia Habsburgică – d. 25 mai 1873, Becicherecu Mare, Banatul Central, Serbia) a fost un pictor sârb din secolul al XIX-lea. Este cunoscut mai ales pentru portretele sale și pictura sa religioasă. Danil este considerat a fi cel mai important pictor sârb în stilul Biedermeier.

## Biografie
Potrivit lui Felix Kanitz, s-a născut într-o familie sârbă sub numele de Danilo Petrović. Originea și locul său de naștere nu sunt însă clare. S-a născut fie la Lugoj, fie la Ecica în 1798 sau în 1802. Unele surse susțin că ar fi fost fiul unui rus venit în Banat cu armata lui Suvorov și al unei mame românce.
La vârsta de 13 ani a părăsit Lugojul și a mers la Timișoara, unde a făcut un desen care l-a făcut să fie acceptat la școala de artă a lui Arsenije Teodorović. Teodorović a fost conducătorul unei școli de pictură și a influențat prin ea o generație nouă de artiști mai tineri, inclusiv câțiva care i-au devenit ulterior rivali. Unul dintre ei a fost Konstantin Danil. Aici Konstantin Danil a studiat câțiva ani și a realizat, printre altele, o icoană a Sfântului Sava care a atras multă atenție. Maestrul sârb l-a încurajat mult pe tânărul Konstantin Danil în următorii patru ani. Artiștii începuseră deja să-l numească Konstantin Danil Grigorović, cel care desena tot felul de obiecte din natură, cu numele tatălui său, Danil. Konstantin Danil a dobândit în acea vreme o măiestrie artistică atât de mare, încât creațiile sale abia puteau fi deosebite de cele ale lui Teodorović.
La vârsta de 17 ani, l-a părăsit pe Teodorović și a mers să lucreze în atelierul unuia dintre cei trei academicieni vienezi, care lucra atunci la Timișoara. Danil a luat, de asemenea, lecții de la pictorii portretiști itineranți și ulterior a fost admis ca student la Academiile de Arte de la Viena și de la München. În perioada studiilor la Viena și la München a fost influențat o perioadă de lucrările pictorilor clasici germani Asmus Jacob Carstens, Joachim Christian Reinhart, Peter Fendi, Joseph Anton Koch, Gottlieb Schick și Bonaventura Genelli. A avut timp să călătorească și să picteze prin Banat și Transilvania. Danil a încercat să picteze în fiecare gen, inclusiv portrete, peisaje, picturi de flori, scene din viața modernă și subiecte istorice. De la München el s-a întors la Becicherecu Mare, unde a pictat din nou în stilul lui Teodorović, iar la scurt timp, în 1837, Becicherecu Mare a devenit reședința sa permanentă.
S-a căsătorit cu nobila germană Sofia Dely în 1827. Danil a pictat portretul nobilului local Karacsony și, după ce Karacsony a devenit vicerege al Banatului, popularitatea pictorului a crescut.
După ce a petrecut mult timp în regiunea frontierei militare și a fost alături de trupele austriece în război, a dobândit obiceiul de a-i picta pe ofițerii și pe funcționarii civili de la Granița Militară. În același timp, el a realizat o serie de reprezentări din istoria Vechiului Testament.
Din 1834 și pînă în 1873 Danil a realizat picturi în stil Biedermeier și picturi religioase inspirate de școala mișcării nazarinene de la Viena și a devenit unul dintre liderii regionali ai acestei școli. El a lucrat în atelierul său de pe str. Țarul Dușan nr. 37 din Becicherecu Mare, unde a avut ca ucenici numeroși artiști sârbi, printre care pictorul-poet Đura Jakšić și artistul Lazar Nikolić, care a scris o biografie a profesorului său.
Danil a fost creștin-ortodox sârb. În 1872 a murit soția lui, Sofia Dely, iar un an mai târziu, pe 13 mai 1873, pictorul a murit și el la reședința sa din Becicherecu Mare.

## Lucrări

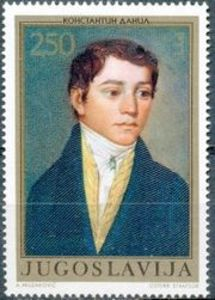
Un timbru iugoslav pe care este reprezentat Pavle Jagodić, cu inscripția „Konstantin Danil” (1802-1873), din seria „Portrete iugoslave”

Capodoperele sale sunt Madonna, Portret de bărbat, Stanci Dely (socrul său), Arhanghelul Gabriel, Dna Vaigling, Dna Tetesi, și, cele mai cunoscute dintre toate, Generalul Stevan Kničanin și Portretul Mariei (1872). Portretele Sofia Dely (1840), Petar Jagodić și Doamna cu un crucifix se numără printre cele mai bune portrete realizate de el. Danil a pictat, de asemenea, o serie de portrete ale membrilor bogatei familii Jagodić.
Portretul Căpitanul Kljunović și soția sa l-au impresionat pe un preot ortodox sârb cu numele de Arsenović, care l-a ales pe Danil pentru a picta figuri de sfinți pe pereții, cupola și iconostasul unei noi biserici ortodoxe sârbe din Panciova. La încheierea comenzii sale (iconostasul), în 1833, Danil a primit un onorariu de 4.000 de florini de argint. Alte iconostase pictate de Danil pot fi găsite la Timișoara, Uzdin, Dobrica și Jarkovac.

### Colecții publice
Picturile sale se află în următoarele colecții publice:
- Muzeul Național al Serbiei
- Galeria Matica Srpska
- Muzeul de Artă din Timișoara[22][23]
- Muzeul Național din Panciova[13]
- Muzeul Național din Becicherecu Mare[13]
- O mare parte a lucrărilor sale se află în colecțiile particulare.[10]

## Moștenire
Danil este amintit ca un maestru al tehnicii, iar portretele sale dezvăluie un studiu extraordinar al caracterelor subiecților săi. Cu toate acestea, o anumită perioadă după moartea sa, numele său a fost aproape uitat de public și abia în secolul al XX-lea i s-a acordat un loc printre maeștrii școlii sârbe moderne de pictură.
Ca urmare a activității artistice desfășurate la începutul carierei la Timișoara, Konstantin Danil este revendicat și de alte trei națiuni: România, Austria și Ungaria.
El este inclus în lista Cei mai mari 100 de sârbi.

## Galerie

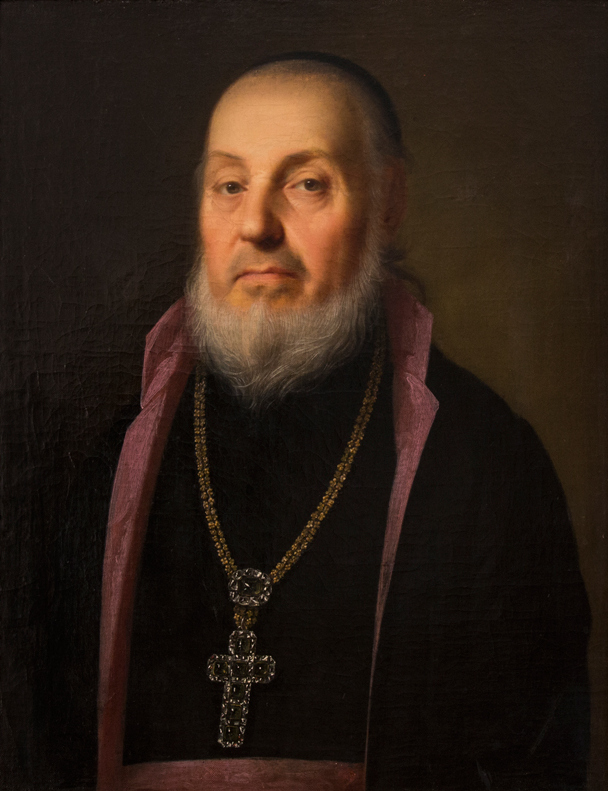
Portretul lui Pavel Konglec, 1832-1834
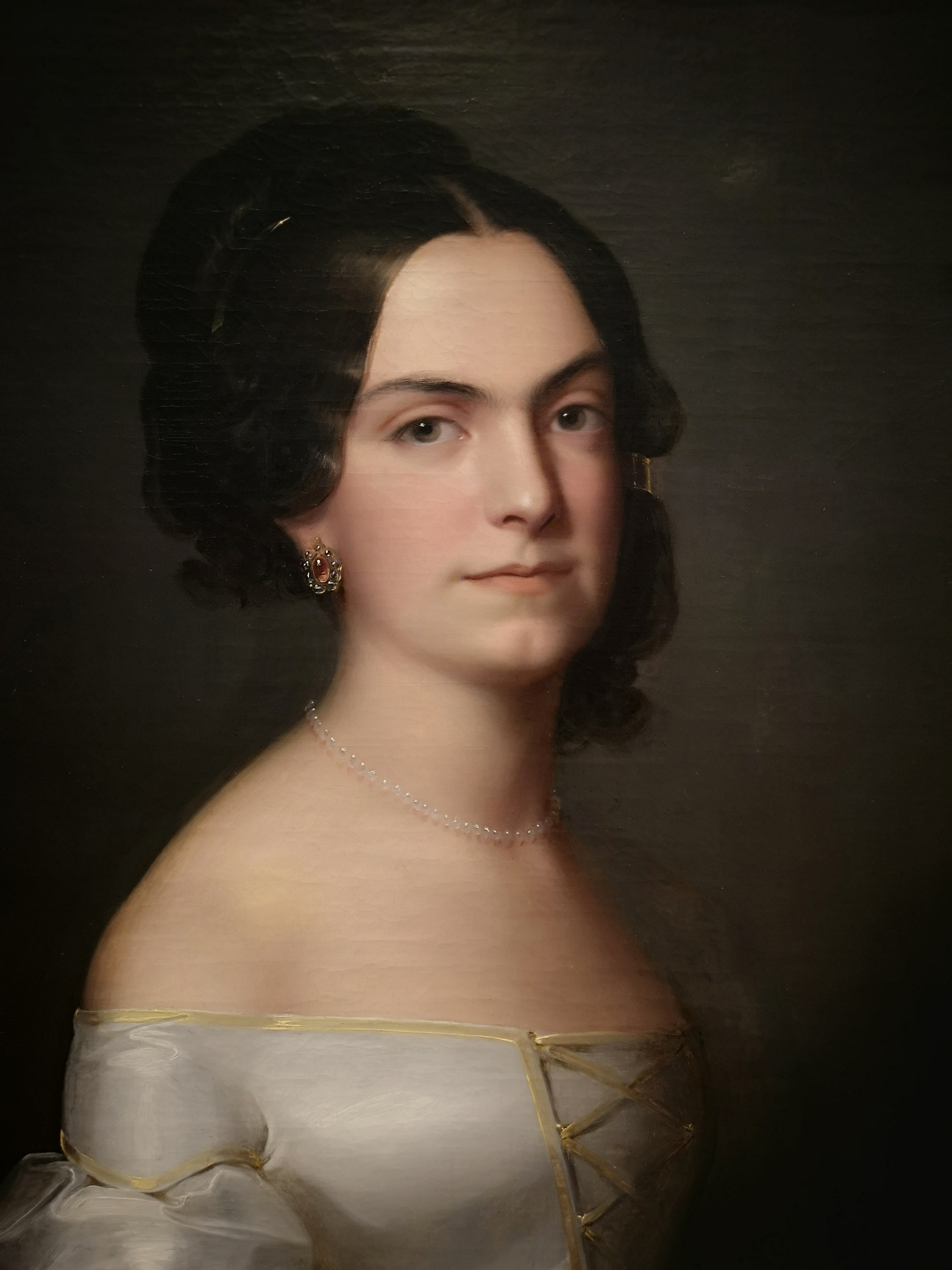
Portretul doamnei Tőtössy, 1835-1840
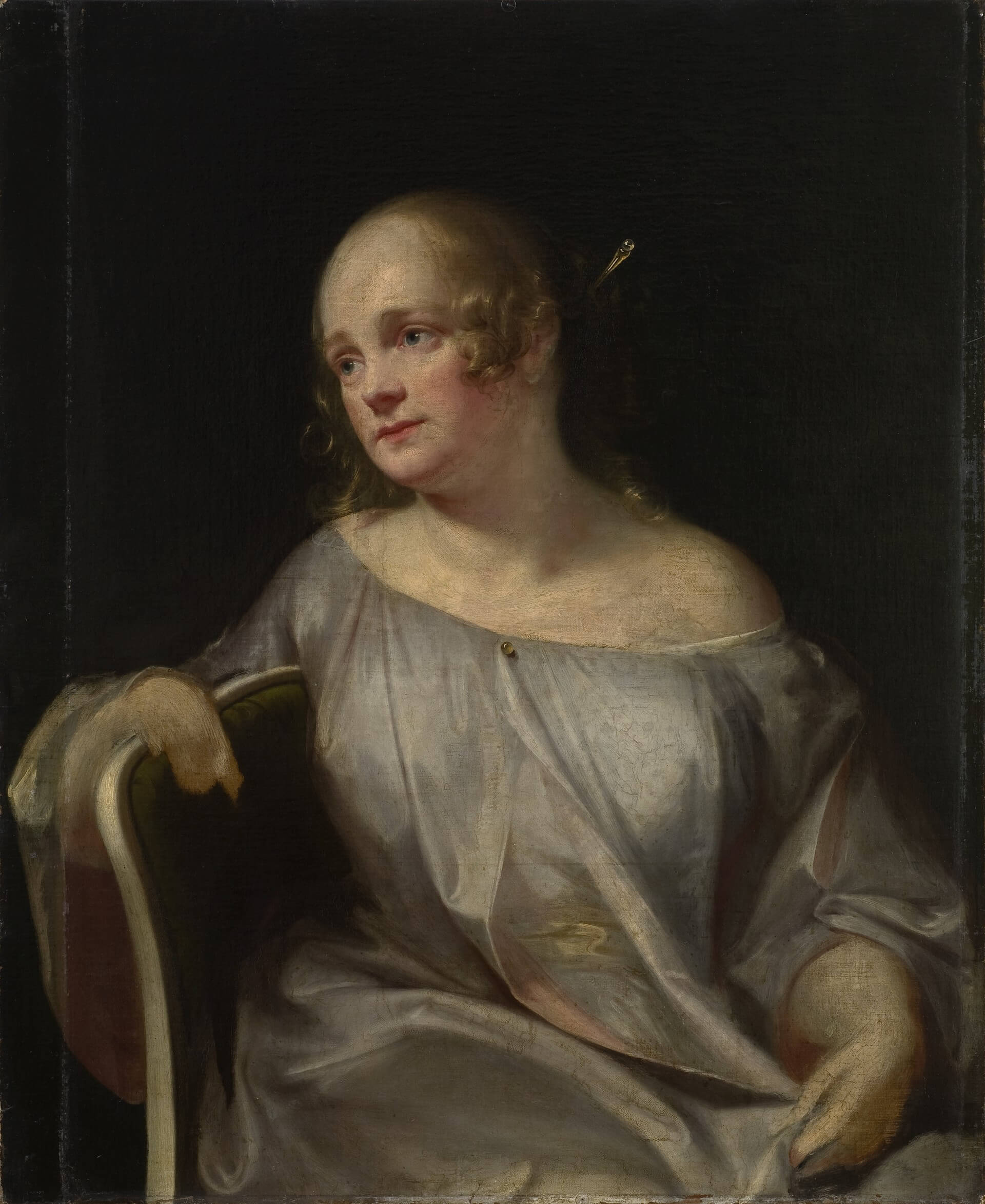
Portretul soției Sofia Dely
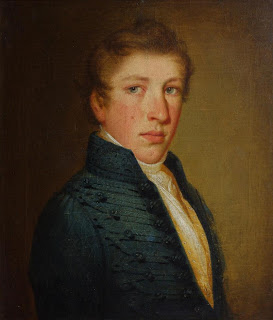
Danil Jagodić, 1873
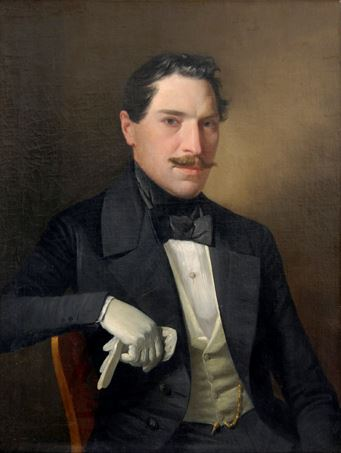
Bărbat cu mănuși albe, 1873

## Legături externe
- Terminartors.com
- Portrait of Maria la Wayback Machine (archived 13 februarie 2006)
- Portretul lui Petar Jagodic
- dspace.bcucluj.ro: BCUCLUJ_FP_280244_1935_001_001.pdf, Luceafarul Jan-1935